# Fabrizio De André
Fabrizio Cristiano De André (18. února 1940 Janov – 11. ledna 1999 Milán) byl italský písničkář.
De André – označovaný pro svou zálibu v pastelkách Faber-Castell a pro podobnost jejich názvu se svým jménem také přezdívkou „Faber“, vytvořenou svým přítelem z dětství Paolem Villaggiem – je oceňován jako jeden z největších italských písničkářů všech dob. Za téměř čtyřicet let své umělecké tvorby vydal třináct studiových alb a několik dalších písní v podobě singlů, které byly následně opakovaně vydávány ve výběrech. Texty jeho nahrávek jsou některými kritiky považovány za plnohodnotné básně a jsou zařazovány do školních sborníků literatury. V mnoha z nich vypráví De André příběhy osob z okraje společnosti, rebelů nebo prostitutek.
„Faber“ byl znám jako sympatizant s anarchistickým, levicově libertiánským a pacifistickým hnutím a řadí se rovněž mezi umělce, kteří v největší míře zviditelnili ligurštinu. Vedle toho se věnoval i jiným jazykům, například galurštině nebo neapolštině.
V průběhu své hudební kariéry spolupracoval s výraznými osobnostmi a významnými postavami hudební scény, mezi nimiž můžeme najít jména jako Nicola Piovani, Ivano Fossati, Mauro Pagani, Massimo Bubola, Álvaro Mutis, Fernanda Pivano nebo Francesco De Gregori.
Jeho popularita a vysoká umělecká úroveň jsou důvodem, proč jeho jméno nesou některé ulice, náměstí, parky, knihovny či školy.
Společně s Brunem Lauzim, Ginem Paolim, Umbertem Bindim a Luigim Tencem je De André jedním z představitelů takzvané „Janovské školy“, skupiny umělců, kteří výrazně pozměnili tvář italské populární hudby.

## Život

### Dětství a dospívání
Fabrizio De André se narodil 18. února 1940 v janovské čtvrti Pegli, na adrese Via de Nicolay 12, kde byla v roce 2001 janovskou radnicí odhalena pamětní deska připomínající tuto událost.
De Andrého rodiče, oddáni roku 1935, byli původem z Piemontu a do Ligurie se přestěhovali po narození prvorozeného syna Maura (Turín, 1936 – Bogotá, 1989). De Andrého otec Giuseppe (Turín, 15. září 1912 – Janov, 19. července 1985) pocházel ze skromných poměrů (ač jeho rodina předstírala, že původem patří mezi provensálskou šlechtu), zbohatl však a koupil Technický institut ve čtvrti Sampierdarena. Po druhé světové válce se Giuseppe De André stal janovským místostarostou za Italskou republikánskou stranu, generálním ředitelem a provozním, následně jednatelem a nakonec ředitelem společnosti Eridania a napomohl k vystavění Janovského veletrhu ve čtvrti Foce. Fabriziova matka, Luigia „Luisa“ Amerio (Pocapaglia, 26. srpna 1911 – Janov, 3. ledna 1995) se narodila do zámožné vinařské rodiny.
Fabrizio žil zpočátku na astijském venkově v Revignano d'Asti, kde jeho otec po bombardování Janova v roce 1941 zakoupil zemědělskou usedlost. Giuseppe De André následně zůstal v Janově, aby vedl Technický institut, v roce 1944 se však ke své rodině připojil jako osoba hledaná fašisty pro krytí židovských žáků. Po válce se vrátil do poničeného Janova, kde se angažoval v řešení sporů mezi katolíky a komunisty.
Poté, co Fabrizio navštěvoval soukromou základní školu vedenou jeptiškami, přešel na státní školu, kde mu však jeho nekonformní chování bránilo v klidném soužití s lidmi, s nimiž se v ní setkal, zvláště s vyučujícími. Byl proto přemístěn do přísně vedené jezuitské školy Areccského institutu, nižší střední školy navštěvované dětmi zámožných janovských obyvatel. Zde se Fabrizio v průběhu svého prvního školního roku stal terčem sexuálního obtěžování ze strany jednoho z jezuitů. Navzdory svému věku reagoval De André ve společnosti „duchovního otce“ pohotově a především hlučně. Vedení školy následně přistoupilo k vyloučení žáka ve snaze ututlat skandál. Toto řešení se ukázalo být bezvýsledným, neboť když se o incidentu dozvěděl Fabriziův otec, představitel italského hnutí odporu a místostarosta Janova, informoval o něm vyššího úředníka odpovědného za školství a žádal okamžité vyšetřování, které vedlo k propuštění jezuity ze školní instituce místo Fabrizia – ten později studoval na Klasickém lyceu Kryštofa Kolumba.
Pro neshody se svým otcem De André opustil v osmnácti letech domov a začal navštěvovat na Janovské univerzitě přednášky o literatuře a o lékařství. Následně si pro své další studium vybral právnickou fakultu, inspirován svým otcem a bratrem Maurem, který se později stal známým advokátem. De André školu opustil v okamžiku, kdy mu k jejímu absolvování chybělo šest zkoušek. V té době již měl podepsány své první nahrávací smlouvy a zvolil jinou cestu: hudbu. Jeho bratr se později stal jedním z jeho nejvěrnějších a současně jedním z jeho nejkritičtějších fanoušků.
Po prvním problematickém pokusu o sblížení se s hudbou, určeným rozhodnutím rodičů poslat Fabrizia studovat hru na housle, bylo podstatně šťastnějším způsobem poslouchání nahrávek Georgese Brassense, jehož některé texty De André později přeložil a použil je pro svá první alba. Vášeň k hudbě se posléze začala výrazněji formovat s objevením jazzu a častým setkáváním se s přáteli Luigim Tencem, Umbertem Bindim, Ginem Paolim a pianistou Mariem De Sanctisem, se kterým Fabrizio začal hrát na kytaru a zpívat v klubu La borsa di Arlecchino.
De André v těch letech vedl nezřízený život, který byl v rozporu se zvyky jeho rodiny – stýkával se s přáteli napříč kulturními okruhy a společenskými vrstvami a cestoval. Jeho družkou byla k velkému zklamání jeho otce v letech 1960–61 prostitutka z Via Prè, Anna. De André také střídavě od roku 1957 bydlel u svého kamaráda postiženého tetraplegií. S jiným svým přítelem, Paolem Villaggiem, si často přivydělávali občasnými pracemi, mezi něž v letních měsících patřilo hraní na palubě výletních lodí. Podle Villaggia několikrát vystupovali se Silviem Berlusconim, který si v mládí vydělával stejným způsobem.
Ve stejném období se De André dostal k několika významným knihám, které ovlivnily jeho nazírání na svět. Patřily mezi ně díla Michaila Bakunina, Errica Malatesty a jiných levicových libertiánů. Zásadní byla v tomto ohledu kniha Jediný a jeho vlastnictví německého filozofa Maxe Stirnera, která umělce ovlivnila natolik, že se začal označovat za anarcho-individualistu. Počínaje tímto okamžikem vyjadřoval De André pravidelně své sympatie k anarchistickým myšlenkám, ovlivněn rovněž Georgesem Brassensem, kterého označoval za svého učitele života. Dobře informován o divoké povaze francouzského zpěváka a básníka, De André jej ze strachu ze zklamání nikdy nechtěl poznat osobně, i když Brassens oceňoval kvalitní překlady svých písní provedené De Andrém. V roce 1957 se De André stal členem Italské anarchistické federace.
První De Andrého manželkou byla dívka z měšťanské rodiny, Enrica Rignon, přezdívaná „Puny“ (zesnulá 2004). Svědkem Fabrizia na svatbě byl jeho přítel a stranický kolega jeho otce, Randolfo Pacciardi. Na konci roku 1962 porodila Rignon syna Cristiana, v polovině 70. let ji Fabrizio opustil.
Po svatbě a narození syna byl dvaadvacetiletý Fabrizio přinucen nutností zajistit svou rodinu přijmout místo učitele na soukromé škole.

### Debut v roce 1961 a spolupráce s Karim
„Četl jsem Croceho Estetiku, ve které se píše, že se jakýkoliv Ital do osmnácti let může stát básníkem; pokud po osmnáctce pokračuje v psaní básní je buď skutečným básníkem, nebo pitomcem. Já nebyl skutečným básníkem. Ani pitomcem. Zvolil jsem střední cestu: stal jsem se zpěvákem.“
V říjnu roku 1961 vydala nahrávací společnost Karim De Andrého první sedmipalcovou vinylovou desku ve standardním děravém obalu (znovuvydaná v roce 1971 Roman Record měla obal s kresbou neznámého autora). Deska obsahovala dvě nahrávky, Nuvole barocche a È fu la notte. V rozhovoru pro Corriere della Sera De André uvedl, že v roce 1964 podstoupil přijímací zkoušku Autorské a vydavatelské italské společnosti (Società Italiana degli Autori ed Editori), aby mohl zapisovat své písně pod svým skutečným jménem (uvedené datum je však určitě uvedeno nesprávně, neboť již v roce 1961 De André podepisoval své texty a skladby a zapisoval je u SIAE); v roce 1997 při svém vystoupení na Premio Lunezia přiznal, že při zkoušce použil značnou část textu písně Le foglie morte Jacquese Préverta.
Po opuštění univerzity a působení v pozici učitele se De André v následujících letech začal postupně prosazovat jako zdrženlivá povaha a vzdělaný hudebník schopný ve svém díle kombinovat různé směry a inspirace: atmosféru dávných francouzských písničkářů, společenská témata ztvárněná syrově i v poetických metaforách, hudební tradice některých italských oblastí a středomořskou zvučnost v mezinárodním záběru a užití nezaměnitelného jazyka, který byl současně téměř vždy prostý, srozumitelný každému.
V roce 1964 nahrál píseň La canzone di Marinella, s níž zaznamenal velký úspěch a věhlas po celé zemi tři roky poté, kdy byla přezpívána zpěvačkou Minou; text písně je zdánlivě smyšlený, zakládá se však na skutečnosti.
Ve stejném období vyšla i jeho první dlouhohrající deska. De Andrého diskografie nebyla velmi četná, to do roku 1975 platilo i o jeho koncertech. Jeho debutem bylo album Tutto Fabrizio De André (vydané v roce 1966, poté znovu po dvou letech pod názvem La canzone di Marinella jiným hudebním vydavatelstvím a s odlišným přebalem), sbírka některých jeho písní, jež byly do té doby vydány pouze v sedmipalcové podobě. Následovala alba Volume I (1967), považované (ne neprávem) za jeho první skutečné album, Tutti morimmo a stento (1968), Volume III (1968), Nuvole Barocche (1969; tato nahrávka sestávala ze „sedmipalcovek“, které se neobjevily na Tutto Fabrizio De André).
Úvodní píseň alba Volume I, Preghiera in gennaio, byla napsána spěšně, pár hodin poté, co v Sanremu zemřel Luigi Tenco, De Andrého přítel z dětství. Tenco, jenž ve filmu La cuccagna představil De Andrého skladbu La ballata dell'eroe, se podle všeho zastřelil během Sanremského festivalu italských písní v lednu roku 1967. Pouto mezi Tencem a De Andrém bylo velmi silné a De André píseň napsal pod přívalem emocí poté, co společně s Puny spatřil jeho mrtvé tělo. Ve své písni De André, odjakživa fascinován některými náboženskými tématy, zpívá k Bohu modlitbu za Tenca a poskytuje mu v ráji místo spolu s dalšími sebevrahy, odsuzovanými obecně ze strany konformně smýšlejících osob a oficiální církve.

### Mezi existencialismem a protestem: léta 1968–1973
Období mezi roky 1968 a 1973 patří mezi De Andrého nejpřínosnější; zpěvák začal svou sérii koncepčních alb nahrávkou Tutti morimmo a stento. Toto album, inspirované poetikou Françoise Villona a existenciálními tématy (ta se posléze objevila i na jeho dalších albech), je čtvrtým koncepčním albem vydaným v Itálii. Text první písně Cantico dei drogati těží z básně Riccarda Manneriniho, Eroina. De André nahrál album také v anglické verzi, jež nebyla nikdy uvedena na trh, a dnes existuje v jediné kopii. Ta patřila jednomu americkému sběrateli a v současné době je ve vlastnictví apulského nadšence.
Po Tutti morimmo a stento následovala La buona novella; důležité album, které vykládá křesťanskou filozofii ve světle některých apokryfních evangelií (konkrétně, jak uvádí poznámka na přebalu alba, podle Jakubova protoevangelia a Arabského evangelia dětství). De André v albu zdůrazňuje lidský aspekt postavy Ježíše v silném protikladu k doktríně o posvátnosti a absolutní pravdě, která byla dle zpěváka vytvořena církví za účelem prosazování moci.
Podle toho, co uvádí Roberto Dané, nápad nahrát desku podobného ražení měl právě on; zamýšlel realizovat ji s Duiliem Del Prete, poté požádal Antonia Casettu, který jej odkázal na De Andrého:
„V roce 1961 jsem se vrátil ke Casettovi a navrhl jsem mu jeden nápad, který jsem chtěl realizovat s Duiliem Del Prete: desku založenou na apokryfních evangeliích... On byl skvělý hudební vydavatel s dobrým instinktem, se zájmem si mě poslechl a nakonec řekl: ‚Dobře, ale proč s tím nezajdete za Fabriziem De André? Víte, on teď má menší krizi, neví, co dělat.‘ Co jsem mu na to měl říct? V De Andrého případě to pochopitelně znamenalo velkou publicitu.“
Na desce se podílela kromě jiných také hudební skupina I Quelli, která v roce 1971, po přijetí Maura Paganiho změnila své jméno na Premiata Forneria Marconi.
S odstupem času De André stále považoval tuto nahrávku za svou nejlepší: „‚Které z tvých alb se ti zdá nejlepší?‘‚ Bez váhání ti odpovím: La buona novella, je nejlépe napsaná, nejpovedenější.‘‚ Víš, že jsem si byl skoro jistý, že mi odpovíš Tutti morimmo a stento? Proč jsi nevybral ji?‘ ‚Ne, ta deska je už zaprášená, barokní, a nezapomínejme, že s barokem je spojena protireformace...‘“
V roce 2010 bylo album La buona novella přepracováno skupinou Premiata Forneria Marconi, s novými úpravami a několika přidanými krátkými instrumentálními intermezzi; deska, nazvaná A. D. 2010 – La buona novella, byla vydána v dubnu téhož roku. Do doby vydání původní nahrávky je možné vystopovat přátelství De Andrého s jinými hudebníkem, jenž často zpíval o bezvýznamných a chudých postavách, Gipem Farassinem; několik let poté De André vyprávěl pro týdenní přílohu novin La Stampa, TorinoSette, následující příhodu (jež se měla odehrát po jednom koncertě v Turíně) týkající se jejich přátelství: „Po koncertě jsem byl ožralý jako Dán, on mě sebral, naložil mě do auta, dotáhl mě k sobě domů, pak mi nabídl hajzl, abych se měl kde vyblít, a postel, aby se mi měla kde motat hlava, dokud jsem neusnul. Následujícího dne mi věnoval svou košili, abych se do Janova nevracel vlakem v té, kterou jsem si pozvracel.“ Farassinova verze, uveřejněná v La Stampa, se liší v zakončení příběhu: „Následujícího dne jsem mu půjčil svou krásnou košili s prosbou, aby mi ji vrátil. Nikdy už jsem ji pak neviděl, ale s ním už to tak chodilo.“
Dalším albem, vydaným v roce 1971, se stalo Non al denaro, non all'amore né al cielo, volná adaptace (vypracovaná ve spolupráci s Giuseppem Bentivogliem) některých básní díla Spoon River Anthology básníka Edgara Lee Masterse; hudbu De André složil s Nicolou Piovanim. V tomto případě přišel dle Daného s nápadem nahrát desku Sergio Bardotti, který ji s Daném produkoval.
De André se v uvedeném období potkal s Fernandou Pivano, překladatelkou a spisovatelkou, která Itálii seznámila s americkou literaturou a která přeložila Mastersovou pochmurnou antologii. Aby překonala De Andrého nechuť poskytovat rozhovory, Pivano schovala pod zpěvákovu postel záznamový magnetofon a kompletně přepsala dlouhou konverzaci, kterou s ním vedla o Spoon River Anthology a o písních alba. De André na tento „podvůdek“ později ochotně přistoupil. V roce 2005 vydal Non al denaro, non all'amore né al cielo zpěvák Morgan, šlo o přepracování původního alba s novými aranžmá a několika hudebními mezihrami.
Gian Piero Reverberi vyprávěl, že deska Non al denaro, non all'amore né al cielo měla být původně vytvořena pro zpěváka Micheleho stejně jako album Senza orario senza bandiera skupiny New Trolls, tedy s texty vypracovanými De Andrém a hudbou od Reverberiho. Projekt byl však přenechán pouze De Andrému a Reverberi – také pro neshody s Robertem Dané – byl vyškrtnut a jeho místo zaujal Nicola Piovani.
Spoluautor textů alba Giuseppe Bentivoglio se uvedl texty, které byly shledány zajímavými a které po první spolupráci na Tutti morimmo a stento (deska obsahuje píseň La ballata degli impiccati, jejíž text vychází z De Andrého inspirací stejnojmenné básně od Villona) vedly ke spojení sil s De Andrém při tvorbě textů pro Non al denaro, non all'amore né al cielo i pro následující album Storia di un impiegato.
V roce 1972 hudební vydavatelství Produttori Associati, bez jakékoliv předchozí konzultace, zapsalo De Andrého na seznam umělců pro soutěž Festivalbar s písní Un chimico (vydanou jako singl). De André se o tom dozvěděl z novin a svolal tiskovou konferenci, na které prohlásil, že s ním vydavatelství jedná „jako s kusem hadru“. Po zásahu patrona pořadu Vittoria Savettiho bylo dosaženo kompromisu: píseň byla ponechána na seznamu, jak vyžadovala pravidla, zpěvák ale neměl vystoupit při veronském finále, a to ani v případě vítězství písně (nakonec v tomto ročníku zvítězila Mia Martini s nahrávkou Piccolo uomo).
Na podzim téhož roku vydal De André singl s dvěma přeloženými písněmi Leonarda Cohena Suzanne/Giovanna d'Arco (nahrávky, které se v pozměněné podobě objevily na albu Canzoni z roku 1974).
V roce 1973 následovalo koncepční album Storia di un impiegato, na němž Giuseppe Bentivoglio, jenž napsal texty společně s De Andrém, vypráví o zážitcích jednoho úředníka během května 1968. Politicky výrazně podkreslená deska byla napadena militantním tiskem věnujícím se hudbě, který měl blízko studentskému hnutí – například Simone Dessì z levicového hnutí Lotta Continua zhodnotil pod pseudonymem Luigi Manconi nahrávku takto: „Storia di un impiegato je otřesnou deskou: pořádně nevydařený pokus sloučit ,politický‘ obsah s hudebním, kulturním a lingvisticky naprosto tradičním prvkem, jemuž není vlastní jakákoliv snaha obměňovat se ani jakákoliv sebekritická změna názoru: píseň Il bombarolo je typickým příkladem kulturní a politické zabedněnosti.“
Mezi nejagresivnější kritiky možno dále přiřadit tu, která vyšla z pera Riccarda Bertoncelliho, popisujícího dílo jako „zdlouhavé, současně zastaralé“ nebo kritiku Enrica Deregibuse, v zásadě rovněž negativní: „Album bylo vždy považováno – také svým autorem – za jedno z nejvágnějších. De Andrého náklonnost k anarchismu se musela slít s marxistickým zaměřením Bentivoglia, v díle jsou tak často zjevné stehy a protimluvy. Ne náhodou jde o jejich poslední společnou práci.“
Jiná negativní recenze, Fiorelly Gentile, se objevila v týdeníku Ciao 2001: „Hudba propůjčuje své jméno něčemu, co místy připomíná soundtrack filmu o mafii (syntetizátor nahrazující brumli), jindy zvukovou stopu giallo filmu Daria Argenta (baskytara znázorňující tlukot srdce), občas se blíží hudbě Cohena a Gucciniho: zůstává nesourodé dílo, které postrádá starý půvab.“
Poznámky Gentile ostatně nepřímo potvrzuje skutečnost, že spoluautor hudby Nicola Piovani, který v té době skládal filmovou hudbu, se v následujících letech stal jedním z předních filmových hudebních tvůrců a v roce 1999 dokonce získal Oscara za doprovod k Benigniho snímku La vita è bella. Při příležitosti vydání desky s De Andrém polemizoval také Giorgio Gaber, který tvrdil, že De André používá „gymnaziální jazyk, který se zastavil u Danteho; který vypadá hezky, ale není možné určit, zda vychází z liberalismu nebo extrémního levičáctví“. De André Gaberovi odpověděl v rozhovoru pro Domenica del Corriere v roce 1974: „Mrzí mě, že on, který se prohlašuje za komunistu, vykládal tyhle věci prvnímu novináři, kterého potkal. Mohl mi zavolat, sdělit mi své připomínky: probrali bychom je, vyměnili bychom si názory. Takto ale jen znevážil skupinu lidí, která je už teď dost kritizovaná.“
Z písní zařazených na desku pouze Verranno a chiederti del nostro amore zůstala v De Andrého koncertním repertoáru i v následujících letech. Ostatní nahrávky hrál zpěvák jen pár let; tak tomu je i v případě La Canzone del maggio použité při prvním turné v roce 1975 nebo La bomba in testa, Al ballo mascherato, Canzone del padre, Il bombarolo a Nella mia ora di libertà, použitých několikrát při turné v roce 1976.
Kvalita desky Storia di un impiegato byla většinou kritiků uznána až v devadesátých letech. Někdy bývá dokonce označována za De Andrého nejlepší.

### Krize a živá vystoupení
Vydání Storia di un impiegato spadá do období De Andrého profesní i osobní krize (ve stejném roce skončilo definitivně manželství s Puny a De André navázal vztah s dívkou jménem Roberta, pro kterou o dva roky později napsal píseň Giugno '73) a vydáním nového alba s předělávkami skladeb Reverberiho a staršími písněmi nahranými pro Karim, nazvaného Canzoni započala spolupráce s Francescem De Gregorim.
V době, kdy De André nahrával uvedené skladby, v témže studiu nahrávala také zpěvačka Dori Ghezzi: tehdy začal dlouhý vztah (pár byl seznámen společným přítelem Cristianem Malgiogliem), který vyústil v manželství uzavřené 7. prosince 1989, po patnácti letech společného života.
V těchto letech De André také zažil svá první živá vystoupení – neúnavný dříč a perfekcionista při nahrávání po dlouhou dobu nenacházel odvahu k veřejné prezentaci své tvorby. De André již dříve prohlásil, že je na lidi „alergický“ a že před nimi trpí „podivnou úzkostí“.
Byl to divadelní impresario Sergio Bernardini, komu se povedlo přimět Fabera k vystoupení před publikem v podniku Bussola. Bernardini v roce 1974 činil zpěvákovi opakované nabídky, na stole bylo v jednu chvíli dokonce 6 milionů lir, v té době částka velkolepá. Po tom, co De André Bernardiniho vytrvale odmítal, ho v lednu 1975 sám oslovil s návrhem „balíčku“ stovky vystoupení za celkovou sumu 300 milionů lir, která byla ke zpěvákově překvapení přijata. První vystoupení proběhlo 16. března 1975 ve městě Pietrasanta, následovalo turné se dvěma členy New Trolls (Gianni Beleno a Giorgio D'Adamo), s nimiž Fabrizio spolupracoval již v roce 1968 při nahrávání jejich desky Senza orario senza bandiera, a dvěma členy skupiny Nuova Idea (Ricky Belloni a Giorgio Usai). Na určitou dobu v roce 1976 čtveřici doplnil Alberto Mompellio.
De André tedy odhodil stranou svůj strach z vystoupení před lidmi, strach, který překonal až s postupem času, zpívaje vždy v pološeru a se spoustou whisky v těle (jeho stydlivost byla jedním z důvodů, které vedly k jeho závislosti na alkoholu).
Mimoparlamentní levice a hnutí Autonomia Operaia, jež se do De Andrého pouštěly od vydání desky Storia di un impiegato, zpěváka kritizovaly rovněž od okamžiku, kdy se rozhodl koncertovat, jak stojí v knize Libro bianco sul pop in Italia. Cronaca di una colonizzazione musicale in un paese mediterraneo, vydané roku 1976: „Ve smutné a hloubavé atmosféře na sebe Fabrizio De André v uplynulých letech vzal roli angažovaného písničkáře – ne však příliš angažovaného –, který odsuzuje situace, v nichž se sotva ocitnul jinak, než na emoční úrovni. Narozený jako měšťák, vychovaný jako měšťák a smýšlející jako měšťák odmítal veřejně vystupovat, dokud se jeho desky nepřestaly prodávat: tak se poprvé objevil v Bussole, před tím, než si povyměňoval názory se všemi, co marnili čas posloucháním jeho nářků. Jeho vystoupení se nejlépe poslouchají na pláži nebo na horách, když kytarista, který umí zahrát dva akordy, chce utěšit svého nepěkně zpitého kamaráda.“
De Andrého však tyto urážky neodradily (jak se přihodilo na krátký čas De Gregorimu, jenž přemítal nad ukončením kariéry) a občas se odhodlal sejít z jeviště, aby se se svými kritiky pobavil, zatímco část publika odešla, jak tomu bylo během jednoho koncertu v Římě v roce 1979.
Krátce po úspěchu společenské iniciativy za zachování zákona o rozvodech se v roce 1975 zúčastnil demonstrace Partito Radicale na Piazza Navona v Římě, těsně před vystoupením lídra strany, Marca Panelly.

### De André sledován tajnou službou
Ve stejném období (přibližně mezi roky 1969 a 1979) na De Andrého dohlížela policie a italská tajná služba. Na základě toho, co bylo vyvozeno po veřejném odhalení informace v devadesátých letech, mělo být sledování zahájeno v souvislosti s vyšetřováním zpěvákova známého, sympatizanta s marxismem-leninismem, po teroristickém útoku na Piazza Fontana.
Ač nebyly zjištěny důkazy o De Andrého aktivní účasti na činnosti jakékoliv politické skupiny, Faber byl ze strany Služby pro informace a bezpečnost demokracie (Servizio per le informazioni e la sicurezza democratica) považován za „stoupence [teroristické organizace] Brigate Rosse“ a skutečnost, že zakoupil spolu s Dori Ghezzi pozemek v sardinském městě Tempio Pausania, vedla k domnění, že se snaží vytvořit útočiště pro členy mimoparlamentních levicových stran (navzdory tomu, že na albu Storia di un impiegato Fabrizio označuje terorismus za škodlivý, neboť směřuje k upevnění moci, nikoliv k její porážce).
Uvedené hypotézy měly být dle vyšetřovatelů podloženy tím, že v Janově měl De André kontakty na osoby patřící k anarchistickým a maoistickým skupinám. Ve skutečnosti byla De Andrého politická aktivita omezena na finanční podporu – prostřednictvím předplatného a občasného finančního daru – periodika A/Rivista Anarchica.

### Spolupráce a experimentování v sedmdesátých letech
Roku 1974 započal De André hudební spolupráci s novými hudebníky a písničkáři. Současně se dal do prozkoumávání tvorby amerických a francouzských autorů – v sedmdesátých letech přeložil některé z písní Boba Dylana (Romance in Durango, Desolation Row), Leonarda Cohena (It Seems So Long Ago, Nancy, Joan of Arc, Famous Blue Raincoat, Suzanne) a Georgese Brassense (tato práce vyústila ve vydání alba Canzoni v roce 1974).
V roce 1975 De André společně s Francescem De Gregorim napsal mnohé nahrávky pro album Volume VIII, vydané téhož roku. Na desce jsou patrné hudební experimenty a objevují se na něm existenciální témata, jako rozpaky spojené s „měšťáckým“ žitím (Canzone per l'estate a autobiografická Amico fragile, jedna ze zpěvákových oblíbených a současně jediná z alba, k níž složil jak text, tak i hudbu) nebo s obtížností komunikace. Také vydáním Volume VIII si De André vysloužil negativní recenze; mezi nimi byla i ta, kterou sepsal Lello D'Argenzio, tvrdící, že na albu zpěvák napodobuje styl De Gregoriho (jak má být patrno zejména v hudebních aranžmá a četných metaforách v textech typu Oceano nebo Dolce Luna), včetně způsobu jeho zpěvu.
Devátý počin Rimini (1978) znamenal počátek dlouholeté spolupráce s veronským písničkářem Massimem Bubolou. Na této desce se De André prezentoval jako umělec zkoumající širší spektrum hudebnosti, s častou inspirací ze Spojených států. Jednotlivé nahrávky se týkají tehdejšího dění a politiky (Il naufragio di una nave a Genova, Coda di Lupo), sociálních (potraty v písni Rimini, homosexualita v Andrea) i existenciálních témat (Sally, obsahující odkazy na dílo Gabriela Garcíi Márqueze a Alejandra Jodorowskyho). Deska Rimini je rovněž poznamenána prvními výraznějšími námluvami s italskou lidovou hudbou (Volta la carta nebo Zirichiltaggia, nazpívaná v galurštině). Antimilitaristicky podkreslená Andrea, kterou její spoluautor Massimo Bubola i v dnešní době hrává na svých koncertech, se stala jednou z nejpopulárnějších písní Fabrizia De André; De André ji při více příležitostech zahrál při rozsvícených světlech, aby tak symbolicky vyjádřil, že homosexualita nemá být důvodem ke studu. Eponymní song Rimini byl vedle různých historických a politických událostí inspirován atmosférou Felliniova filmu I Vitelloni (v české produkci Darmošlapové; ve filmu se objevila i Lída Baarová).
Hudební skupina Premiata Forneria Marconi v roce 1978 přišla s nápadem přearanžovat některé z De Andrého písní a zpěvákovi samotnému – původně zdráhajícímu se tak učinit – nabídla společné turné, které začalo 21. prosince 1978 ve městě Forlì a pokračovalo po celý leden roku 1979. Jeho výsledkem byla také dvě živá alba, první alba tohoto typu v De Andrého diskografii, vydaná v letech 1979 a 1980.
Některé z „rearanží“ (Bocca di Rosa, La canzone di Marinella, Amico fragile, Il pescatore) PFM používal De André od té doby po celou svou kariérou, v případě písní Volta la carta či Zirichiltaggia se v průběhu svých posledních dvou turné (Anime Salve a Mi innamoravo di tutto) vrátil k původním verzím.

### Únos
V druhé polovině sedmdesátých let se De André, očekávaje narození se dcery Luisy Vittorie, společně s Dori Ghezzi usadil poblíž sardinského města Tempio Pausania.
Večer 27. srpna 1979 byl pár unesen anonymními sardinskými pachateli a byl vězněn na úbočí hory Monte Lerno poblíž města Pattada. Ghezzi a De André byli osvobozeni v noci z 21. na 22. prosince, takřka po čtyřech měsících poté, co bylo únoscům předáno výkupné ve výši cca 550 milionů lir – většinu z částky uhradil zpěvákův otec Giuseppe.
Během věznění rukojmích i po jejich osvobození zveřejnily některé z deníků nepodložené či nepravdivé informace, některé dokonce akci připisovaly teroristům z Brigate Rosse s vysvětleními postavenými na osobních či politických důvodech.
V rozhovoru s novináři v bytě svého bratra Maura Fabrizio De André den po osvobození o celé záležitosti vyprávěl poklidně („...občas nám dovolili zůstat po dlouhou dobu bez pout na rukou a bez pásek přes oči...“) a se svými vězniteli měl slitování („Odešli jsme pryč, zatímco oni tak nebudou nikdy moci učinit.“). Několik měsíců poté De André umožnil týdeníku Gente zveřejnit v pěti částech své vzpomínky na únos.
Zkušenost s únosem obohatila zpěvákovo již předtím poměrně ucelené vnímání života na Sardinii a inspirovala ho při tvorbě několika písní, které sepsal s Massimem Bubolou a vydal na bezejmenném albu zveřejněném v roce 1981, jež je běžně označované jako L'indiano kvůli svému přebalu zachycujícímu původního amerického obyvatele. Pojítko mezi jednotlivými skladbami v tomto případě představuje paralela mezi indiány a obyvateli Sardinie. Vedle toho deska obsahuje také odkazy na tehdejší události (kupříkladu Se ti tagliassero a pezzetti, chvalozpěv na personifikovanou svobodu, jehož verš „signora libertà, signorina fantasia“ byl při De Andrého živých vystoupení nahrazován „signora libertà, signorina anarchia“, naráží na tzv. Boloňský masakr z roku 1980)
Narážky na únos jsou v De Andrého písních na albu nevýrazné, nikoliv však skryté: jedná se o slovní spojení Hotel Supramonte (heslo používané pachateli), popis vzezření únosců (Franziska), které v sobě však nezapře známky jistého romantismu či vztahu k „perifernímu“ proletariátu, zasluhujícímu dle zpěváka zvýšenou pozornost. Během pozdějšího soudního procesu s přibližně desíti pachateli De André zopakoval své odpuštění, které se však nevztahovalo na strůjce trestného činu, neboť se mělo jednat o osoby zámožné. Zpěvák ani jeho otec nevedli proti „vykonavatelům“ únosu žádný občanskoprávní spor, zahájili však soudní řízení proti vůdcům skupiny, mezi nimiž se nacházeli toskánský veterinář a sardinský místní zastupitel zvolený za italské komunisty (ten s De Andrém v průběhu věznění občas diskutoval o politických tématech) – těm však byly paradoxně uděleny ve srovnání s únosci nižší tresty pro spolupráci s vyšetřovateli. V roce 1991 De André podepsal petici za udělení milosti jednomu z únosců, sardinskému pastýři, jenž byl odsouzen na 25 let odnětí svobody.

### OdCrêuza de mäkAnime salve: léta osmdesátá a devadesátá
V roce 1980 De André vydal dvojsingl Una storia sbagliata/Titti, postavený na textech Massima Buboly. V jednom rozhovoru pak o této nahrávce řekl:
„V textu písně Una storia sbagliata připomínám tragický osud Piera Paola Pasoliniho. Jde o song na objednávku, možná jediný zadaný, který jsem kdy nahrál. Měl být použit jako znělka pro dva investigativní dokumenty o smrti Pasoliniho a Wilmy Montesi.“
Roku 1982 De André založil společně s Dorou Ghezzi hudební vydavatelství Fado (název je akronymem křestních jmen zakladatelů), které později vydávalo desky Massima Buboly, hudební skupiny Fabriziova syna Cristiana, Tempi Duri, nebo Ghezzi samotné.
O dva roky později De André vydal album Creuza de mä, zaměřené na prostředí kolem Středozemního moře a kompletně nazpívané v janovském dialektu. Na tvorbě nahrávky se výrazně podílel Mauro Pagani, jenž se staral o hudbu a její aranžmá. Creuza de mä představuje předěl v De Andrého tvorbě, neboť zpěvák po nahrání této desky vyjádřil přání nezpívat ve „standardní“ italštině, aby mohl výhradně tvořit v jazyce svého rodiště. Nakonec se po Creuza de mä zaměřoval na menšinově používané jazykové obměny obecně (vrátil se tak k pojetí, které naznačil v písní Zirichiltaggia v roce 1976). Creuza de mä je dnes považována za základní kámen tehdy se rodící world music, jakož i umělecké dílo v rámci etnické hudby jako takové. Jde rovněž o album, které De Andrého osvobozuje od stylu hudebního vyjadřování se zděděného po francouzských šansoniérech a poskytuje mu svobodu tonálního vyjádření mimo hranice principů přejatých od Brassense či Brela.
K dvacátému výročí vydání Creuza de mä se Mauro Pagani rozhodl vzdát hold tehdy již zemřelému De Andrému přezpíváním alba. K sedmi původním písním, které se na něm objevily, Pagani přidal Mègu Mègun, společně vytvořenou píseň z alba Le Nuvole a další dvě dříve nevydané nahrávky, Quantas Sabedes a Nuette.
V roce 1985 de André napsal společně s Robertem Ferrim text písně Faccia di cane pro New Trolls, s níž v témže roce skupina soutěžila na sanremském festivalu, ačkoliv se rozhodl neprezentovat se oficiálně jako její autor. Ve stejné době zemřel De Andrého otec a kvůli slibu, který mu dal krátce předtím, zpěvák zanechal pití alkoholu.
Roku 1988 De André nazpíval společně s Ivanem Fossatim a Francescem De Gregorim píseň Questi posti davanti al mare pro Fossatiho album La pianta del tè.
O rok později si De André v Tempio Pausania vzal Dori Ghezzi. De Andrého svědkem byl herec Beppe Grillo, pozdější zakladatel Hnutí pěti hvězd, zastoupeného od roku 2013 v obou komorách italského parlamentu; Grillovi byl Fabrizio svědkem při jeho svatbě s Parvin Tadjik.
Po svatbě začal De André pracovat na svém následujícím albu Le Nuvole (název odkazuje na stejnojmennou Aristofanovu komedii a na pohlaváry zastiňující slunce), jež bylo vydáno na začátku roku 1990 a na němž se podíleli Mauro Pagani (spoluautor hudby), Ivano Fossati (spoluautor textů k Mégu Megún a  'Â çímma), Massimo Bubola s Robertem Murolem (text k Don Raffaè) a Francesco Baccini (text k Ottocento). Na albu se De André částečně vrátil k hudebnímu stylu, který pro něj byl příznačnější, vedle toho však k desce připojil i písně nahrané v italských dialektech či s etnickou inspirací (Monti di Mola, napsaná v galurštině, La nova gelosia a Don Raffaè v neapolském dialektu). Při poslechu alba je patrná také ironická kritika tehdejšího dění a politiky, zvláště v písních La domenica delle salme a Don Raffaè. Do jisté míry je Le Nuvole také samotářská zpráva modernímu světu; typická je tak citace piráta Samuela Ballamyho na přebalu desky.
Ivano Fossati se dále podílel na vytvoření koncepčního alba Anime salve, vydaného v roce 1996, na němž se objevil ve stejnojmenném duetu s De Andrém. Deska, považovaná za jedno z De Andrého mistrovských děl, se zaměřuje na téma osamění; jde o poslední autorovu studiovou nahrávku. Luigi Manconi, který tak kritizoval Storia di un impiegato, napsal, že Anime Salve považuje společně s prvními alby ze šedesátých let za nejlepší De Andrého dílo.
Deska představuje pomyslnou cestu osaměním a sociálním vyloučením, ať už neurčité skupiny „posledních“, Romů, námořníka, transsexuála nebo samotného umělce. Při poslechu alba je rovněž možné zaznamenat útok proti „většinám“, které utlačují menšinové skupiny (píseň Smisurata preghiera), rasismu či proti sociální netečnosti konce uplynulého tisíciletí. Na desce je přítomna také v De Andrého pozdější tvorbě obvyklá etnická hudba (ligurská A cumba, Disamistade, Prinçesa či Dolcenera, jedna z nejznámějších a nejoblíbenějších písní ze závěru zpěvákovy tvorby).
Mezi roky 1990 a 1996 De André spolupracoval také s dalšími hudebníky, ať už jako autor, nebo jako interpret: vzpomeňme Francesca Bacciniho (píseň Genoa Blues), skupinu Tazenda, Maura Paganiho nebo zpěvákova syna Cristiana (píseň Cosa che dimentico).
V roce 1996 De André s Alessandrem Gennarim napsal román Un destino ridicolo, jenž se stal předlohou filmu Amore che vieni, amore che vai, natočeného o dvanáct let později Danielem Constantinim.
26. července 1997 Fernanda Pivano udělila De Andrému cenu Lunezia za literární hodnotu textu písně Smisurata preghiera; Pivano De Andrého uvedla do rozpaků, když o něm mluvila jako o největším italském básníkovi za posledních padesát let, „sladkém minstrelovi, který nám jako první předkládal své představy o pacifismu, nenásilí, antikonformismu“ a dodala, že „bude čím dál spíše namístě říci, že Fabrizio není italský Bob Dylan, ale že Bob Dylan je americký Fabrizio.“
Ještě v roce 1997 vyšla deska Mi innamoravo di tutto, sbírka živých a studiově nahraných písní, mezi nimiž se objevila La canzone di Marinella jako duet s Minou. Album se stalo posledním dílem vydaným za autorova života; její obálka – fotka pořízená Dori Ghezzi – je jedním z nejslavnějších a nejrozšířenějších uměleckých vyobrazení De Andrého.

### Poslední spor
V létě roku 1998 De André vyrazil na nové turné, v jehož průběhu navštívil společně se svou rodinou (Cristiano jako druhý hlas a hudebník, Luvi ve sboru a jako druhý hlas v písních Geordie a Khorakhané, Dori Ghezzi ve sboru) navštívil nejrůznější místa v Itálii. 13. srpna 1998 během koncertu v Rocella Ionica vyslovil tvrzení, na něž třítisícové publikum reagovalo podrážděně a protesty:
„Kdyby v jižních oblastech nebyl organizovaný zločin, jako Mafie, 'Ndrangheta nebo Camorra, nezaměstnanost by nejspíš byla mnohem vyšší. Alespoň o deset procent proti současnému stavu.“
V reakci na způsobený povyk a vyjádřený nesouhlas a opovržení ze strany odborových představitelů, jakož i místních i politiků celostátní úrovně, De André přitvrdil:
„Ani za hovno nepřeháním. Je absurdní, když to člověk musí připustit, ale kdyby neexistovaly organizované zločinecké skupiny, nezaměstnanost by byla snad na pětadvaceti procentech.“
Zpěvák následně informaci zlehčoval a snažil se svůj výrok uvést na pravou míru:
„Jde o jednu z mých obvyklých provokací. Chtěl jsem říct, že organizovaný zločin paradoxně snižuje úroveň nezaměstnanosti. Vlastně vedle nejvýraznější zločinecké organizace stavím také [...] zločinecké akciové společnosti, tedy ty které za zdánlivě zákonnými aktivitami skrývají pochybné záležitosti a o jejichž vyšetřování se nikomu snad ani nesnilo. Bez těchto bychom se pravděpodobně dostali na padesátiprocentní nezaměstnanost. Zkrátka, šedá ekonomika a přečiny jsou na jednu stranu našim problémem, na druhé straně určitým způsobem řeší problém nezaměstnanosti.“
S odstupem času chtěli někteří komentátoři shovívavě označit uvedený citát za poslední „skandál“ vyvolaný umělcem, který v průběhu své kariéry často vzdoroval maloměšťáctví a „dobrým mravům“ té stejné buržoazní třídy, ze které pocházel a která ho po jeho smrti opěvovala jako velkého básníka. To však nemění nic na tom, namítalo se, že zpěvákovy výroky měly být odsouzeny jako velmi přízemní – pokud ne naprosto neuvážené –, za předpokladu, že mafie, pro niž je příznačná kontrola veřejných zakázek a „institut“ výpalné, představuje nejvýraznější brzdu volného podnikání na jihu Itálie; mafie nezaměstnává, je naopak zásadním důvodem ekonomických problémů popsané části země.
Ten, kdo se De Andrého zastával, tvrdil, že zpěvák neměl v úmyslu velebit mafii, nýbrž konstatovat prostou skutečnost (tedy, že mnohé podniky jsou ve skutečnosti vlastněny skupinami organizovaného zločinu, které v důsledku toho mají mnoho „zaměstnanců“ v jižní Itálie), stejně jako nepřímo potvrdit svou averzi k většině „čachr–politického“ světa, srovnávaného právě s mafií (jak je tomu už v písni Don Raffaè). Zpěvákův výrok byl rovněž předmětem slyšení na půdě italského parlamentu, zahájeného z popudu představitele italských zelených, Athose De Lucy.

### Sbohem mezi svými
Po koncertu v Roccella Ionica 13. srpna 1998 byla naplánována další část turné v Saint Vincent o jedenáct dní později. Během zkoušek se však De André celkově necítil dobře: nemohl si sednout a uchopit kytaru, jak chtěl, a měl také silné bolesti hrudníku. Zpěvák kytaru zahodil a koncert se v uvedený termín nekonal (peníze za lístky byly později zájemcům o představení vyplaceny). Vysvětlením toho, co se zpěvákovi přihodilo, byla diagnóza rakoviny plic, jež ho přiměla koncertní šňůru úplně přerušit.
Přes svou nemoc De André pokračoval ve spolupráci s básníkem a zpěvákem Olivierem Malaspinou na již nevydaném albu Notturni. S Malaspinou, který spolupracoval rovněž s Cristianem De André a který zahajoval některé z koncertů Fabriziova posledního turné, rovněž plánoval literární tvorbu: knihu nazvanou Dizionario dell'inguria a několik povídek.
De André byl přijat do nemocnice na konci listopadu roku 1998, když už byla nemoc v pokročilém stadiu. Nemocnici opustil pouze na Štědrý den, aby jej strávil se svou rodinou; lékaři v té době ztráceli naději na jeho uzdravení.
Fabrizio De André zemřel 11. ledna 1999 ve 2.30 ráno v Ústavu pro léčbu nádorů v Miláně, do kterého byl přijat poté, co se jeho onemocnění zhoršilo. 18. února 1999 by oslavil své 59. narozeniny. Smuteční obřad se uskutečnil v Janově v bazilice Nanebevzetí Panny Marie 13. ledna 1999. Žal se zpěvákovou rodinou sdílel zástup více než desíti tisíc lidí, mezi nimiž se nacházeli De Andrého příznivci, přátelé a osobnosti z kulturních i politických řad.
„Poprvé jsem tehdy měl tušení, že pohřeb takového typu, s tolika emocemi a účastí tolika lidí bych nikdy neměl a řekl bych mu to. Řekl bych mu: ‚Podívej, jak jsem někomu poprvé záviděl pohřeb.‘“
(Paolo Vilaggio)
Po kremaci, která proběhla den po smutečním obřadu byl Fabrizio De André pohřben v rodinné hrobce na staglienském hřbitově vedle bratra Maura, otce Giuseppeho a matky Luisy Amerio.
„Neměl odejít, neměl. Byl to největší básník, jakého jsme kdy měli.“
(Fernanda Pivano)

## De André v kolektivní paměti
„De André nebyl nikdy v módě. Móda je vlastně ze své podstaty pomíjivá, mění se. Fabriziovy písně zůstávají.“
(Nicola Piovani)
De André výrazným způsobem vstoupil do kolektivní paměti, v níž je připomínán jako „písničkář sociálně vyloučených“ nebo „básník poražených“. Jeho příznivci obdivují jeho morální odvahu a uměleckou konzistentnost, s nimiž se v poválečné italské společnosti rozhodl zdůraznit ušlechtilé i celkové povahové rysy sociálně vyloučených osob, osvobozuje je z „ghetta“ nežádoucích. Zpěvák stavěl proti sobě neradostnou všední realitu těchto postav a nečisté svědomí lidí, kteří je obviňovali. Cesta Fabrizia De André začala na vlhké a poničené dlažbě Via del Campo, protažení slavné Via Pré, ulice zakázané přes den a hojně navštěvované v noci. Tato izolovaná čtvrť jasně zavržených a tajně žádaných lidí zpěváka posléze inspirovala v jeho tvorbě; jako autor šel pomyslně od jedné takové části města k druhé, od prostitutek přes etnické menšiny k vyděděncům, zběhům, bombovým atentátníkům a nespočtu dalších osob. Ve své antologii přemožených, v níž se podstata člověka počítá spíše než jeho činy nebo jeho minulost De André dosáhl básnických výsledků, jež jsou dnes často uznávány.
De Andrého diskografie je bohatá, ale ne tak rozsáhlá jako tvorba jiných tvůrců jeho doby; přesto zůstává hodná zapamatování pro svou pestrost a velikost. V současné době je pravidelně připomínána v posmrtných filologických rekonstrukcích, prováděných pod dozorem Dori Ghezzi a zkušených zvukařů, kteří si předsevzali zachovat, i na nových nosičích, zvučnost starých zpěvákových nahrávek. K dnešnímu dni byly vydány dvě sbírky, obě na trojitém CD, nazvaté In direzione ostinata e contraria a In direzione ostinata e contraria 2.
Několik velkých italských zpěváků a písničkářů připomnělo De Andrého v březnu roku 2000 v Divadle Carla Feliceho při příležitosti připomínkového koncertu, když zahráli jeho úspěšné skladby. Koncert byl zaznamenán na dvojitém CD, vydaném pod názvem Faber v roce 2003; příjmy z jeho prodeje byly poukázány na dobročinné účely.
Skupina Premiata Forneria Marconi se rozhodla na svých koncertech představovat divákům některé z Fabriziových skladeb, jimiž připomněla svou plodnou spolupráci se zpěvákem.
V Janově ve Via del Campo stál obchod s deskami Gianniho Tassia, zakoupený městem Janovem, v němž byla vystavena kytara, s níž podle všeho De André zkoušel texty písní k hudbě Maura Paganiho pro Crêuza de mä. „Chitarra Estudio“ č. 097 byla vyrobena španělským řemeslníkem Franciscem Estevem v roce 1983 a krátce po De Andrého smrti byla dána do dražby ve prospěch neziskové organizace Emergency, v níž ji zakoupili původní majitelé obchodu za 168 500 000 lir. Obchod samotný – v roce 2012 přejmenovaný z Musica Gianni Tassio na Via del Campo 29 rosso – v současné době funguje jako muzeum.
Mezi četnými místy pojmenovanými po zpěvákovi nalezneme také náměstí v Sarzaně či ve studentském kampusu v Asti.
Z popudu Dori Ghezzi a Fernandy Pivano byla v roce 1999 založena Nadace Fabrizia De André, který se zaměřuje na udržování zpěvákovy památky. De André je v Itálii každý rok připomínán četnými projekty a veřejnými projevy úcty a náklonnosti.

### Pocty
První „oficiální“ poctu De Andrému je možné vysledovat do roku 1995. Z podnětu Adele di Palma z předchozího roku oslavit desáté výročí vydání desky Crêuza de mä bylo vydáno album Canti randagi, na němž jedenáct autorů povětšinou z oblasti populární hudby přeložilo do místních italských jazyků a nahrálo stejné množství zpěvákových písní.
V roce 1994 zařadila Mia Martini zpěvákovy písně Hotel Supramonte a Fiume Sand Creek na své album La musica che mi gira intorno.
V roce 1999 Franco Battiato nahrál album Fleurs s písněmi La canzone dell'amore perduto a Amore che vieni, amore che vai. Poslední zmíněná píseň zazněla i během upomínkového koncertu Faber, amico fragile 12. března 2000 v Divadle Carla Feliceho v Janově, na němž zahráli také Adriano Celentano, Ligabue, Fiorella Mannoia nebo Vasco Rossi a který byl následně vydán jako stejnojmenné album.
V roce 2000 zahrál Renato Zero píseň La canzone di Marinella při televizním vystoupení Tutti gli zeri del mondo, jakož i při nahrávání stejnojmenného alba.
V roce 2001 Francesco Gregori nahrál Canzone per l'estate, na níž se podílel jako autor hudby a spoluautor textu, pro své album Amore nel pomeriggio.
V roce 2003 Ornella Vanoni zařadila nahrávku Bocca di rosa na své album Noi, le donne noi.
Mauro Pagani, spolupracovník De Andrého, v roce 2004 přepracoval album Crêuza de mä s dvěma dříve nevydanými nahrávkami a písní Mégu mégun z De Andrého alba Le nuvole.
V roce 2004 skupina Afterhours vydala EP Gioia e Rivoluzione s přepracováním La canzone di Marinella.
10. července 2005 byl v římském amfiteátru v Cagliari uskutečněn koncert Le nuvole, na němž mělo více než pět tisíc návštěvníků možnost poslechnout si De Andrého písně a básně v podání Mezinárodního sardinského orchestru a umělců jako Antonella Ruggiero, Morgan, Massimo Ranieri nebo Francesco Di Giacomo. Koncert byl zaznamenán stanicí Rai Uno, která ho zařadila do televizního vysílání deset dní poté a následně ještě několikrát. Záznam z akce vyšel také na DVD jako Omaggio a Fabrizio De André. Ve stejném roce vydal přepracované album Non al denaro, non all'amore né al cielo Morgan.
V roce 2006 Milán zažil koncert Buon Compleanno Faber, na němž vystoupili mimo jiné Patti Smith, Premiata Forneria Marconi a Cristina Donà. V tomtéž období zařadila Loredana Berté na své album Babyberté živou verzi Una storia sbagliata, skupina Folkabbestia nahrála Carlo Martello ritorna dalla battaglia di Poitiers na své album 25-60-38. Breve saggio sulla canzone italiana a Giganti nahráli Il pescatore pro svou desku Mettete dei fiori nei vostri cannoni.
V roce 2007 nahrál Shel Shapiro River Sand Creek – anglický překlad Fiume Sand Creek – pro své album Storie, sogni e rock'n'roll. O nahrávání této písně, stejně jako o anglických verzích Amore che vieni, amore che vai a Una storia sbagliata hovořila mezi roky 2006 a 2012 také Patti Smith; písně se však na žádném z jejich alb doposud neobjevily.
V prosinci 2008 vydal Massimo Bubola album Dall'altra parte del vento s přepracováním jedenácti písní, na kterých se podílel s janovským písničkářem.
Cristiano De André o rok později vydal album De André canta De André, na němž představil některé otcovy písně v nových hudebních aranžmá. V roce 2010 pak spatřila světlo světa deska De André canta De André - vol. 2, postavená na stejné principu.
V dubnu 2010 vydala Premiata Forneria Marconi album A. D. 2010 - La buona novella, vlastní verzi alba La buona novella z roku 1970.
V roce 2011 zařadil Al Bano na své album Amanda è libera píseň Ave Maria.
Prvního večera sanremského festivalu v roce 2014 se Luciano Ligabue představil s vlastní verzí Crêuza de mä k připomenutí narození Fabrizia De André 18. února.
Kromě známých umělců existuje i řada méně známých umělců, kteří nahráli alba založená z velké části nebo výlučně na písních De Andrého, často v ocenitelné kvalitě. Na náměstích a v divadlech italských měst se každý rok odehrají stovky vystoupení věnovaných hudebníkově památce. Mezi nejznámějšími interprety a revivaly stojí za zmínku Giorgio Cordini, Khorakhanè nebo Mercanti di Liquore – všichni se vedle De Andrého písniček prezentují i vlastní tvorbou.

### Cena Fabrizia De André
Dva měsíce po De Andrého smrti bylo ohlášeno pravidelné udělování ceny De Fabula, později přejmenované na Cenu Fabrizia De André, jež se uděluje tomu, kdo se zasloužil o rozšiřování ligurské kultury – a zvláštně janovské – mimo hranice tohoto kraje. Cenou je zlatý kvarter, měna dříve používaná v Janově.

## Fabrizio De André a víra
V mnoha svých písních se De André věnuje náboženským motivům. Již jeho první album, Volume I, obsahuje skladby jako Preghiera in Gennaio, věnovanou zemřelému příteli Luigimu Tencovi, Spiritual či Si chiamava Gesù. Koncepční album La buona novella se pak náboženství týká celé, autor na něm „polidšťuje“ postavy z evangelií a apokryfů. Odkazy na víru a náboženství se přímo, či nepřímo vyskytují také v dalších písních (Smisurata preghiera, Khorakhané nebo Il testamento), je ale těžké vyjádřit se k autorově představě o tématech v písních zmíněných, pakliže to výslovně neudělal on sám.
De André často hovořil o své „panteistické“ nábožnosti, současně však vyjadřoval obdiv i k některým konkrétním postavám. Uvedl: „Když mluvím o Bohu, je to proto, že jde o příhodné slovo srozumitelné komukoliv, vlastně se ale obracím k Velkému duchovi, v němž se znovu spojují všechny drobné střípky všeho duchovna.“
Postoj De Andrého k politickému využití náboženství, církevním hierarchiím či k farizejství v ligurské oblasti byl často sarkastický a silně kritický, takřka proticírkevní – pokrytecké chování zpěvák kritizuje v písních Un blasfemo, Il testamento di Tito, La ballata del Miché a v posledních verších písně Bocca di rosa.
„Mám se za pobožného a má pobožnost spočívá v tom, že se cítím být součástí celku, článkem řetězu, k němuž patří celé univerzum, a že tedy respektuji všechny jeho prvky, včetně rostlin a nerostů, protože podle mě je rovnováha dána v rozptýleném blahobytu, který nás obklopuje. Má pobožnost mi nevelí pídit se po principu, který bys mohl nazvat stvořitelem, správcem nebo chaosem, to je jedno. Myslím si ale, že všechno, co je kolem nás, má svůj smysl, k této myšlence se obracím, když jsem v nesnázích, snad tomu dávám jména, která jsem se naučil jako dítě, nejspíš protože mi chybí představivost k tomu, abych přišel s jinými.“
Po zmíněném únosu dosáhla náboženská představa De Andrého nového stupně vývoje:
„Během mého únosu mi pomáhala víra v lidi v situacích, kdy zůstala víra v Boha potlačena. Vždy jsem říkal, že Bůh je lidským vynálezem, něčím utilitaristickým, záplata na naši zranitelnost... Je ale pravda, že s mým uvězněním došlo k určitému posunu. Ne, že bych změnil názor, je ale jisté, že mě rouhání se přinejmenším uvádí v rozpaky.“
Několik měsíců před svou smrtí se De André v průběhu svého koncertu v římském divadle Brancaccio v roce 1998 vyjádřil k albu La buona novella následovně:
„Album La buona novella jsem napsal v roce 1969. V té době byl plně rozvinutý studentský boj a méně pozorné osoby považovaly desku za anachronickou[...] Nepochopily, že La buona novella měla být alegorií: srovnáním snahy hnutí roku '68 a snahy, duchovně ušlechtilejší, ale z eticko-sociálního hlediska podobné, snahy jednoho muže žijícího tisíc šest set šedesát devět let předtím proti zneužívání moci, proti svévoli orgánů ve jménu rovnostářství a obecného bratrství. Ten muž se jmenoval Ježíš Nazaretský. A podle mě byl a zůstal největším revolucionářem všech dob. Když jsem napsal to album, nechtěl jsem se vydat cestou, která je mi obtížně schůdná, cestou metafyziky nebo rovnou teologie. Pak jsem si pomyslel, že kdyby Bůh neexistoval, bylo by potřeba ho vymyslet, což je přesně to, co člověk udělal, když se objevil na zemi.“
„Snad jsem na albu pominul sakralizaci evangelických postav; myslím si ale a doufám, že to napomohlo jejich lepšímu a většímu polidštění.“

## Autorství písní
V průběhu své kariéry De André spolupracoval – ať při vytváření hudby, či textů – s dalšími umělci. Písní, které vytvořil výhradně sám, je pouze osm, celkem vzato se však autorsky podílel na 87 nahrávkách.
Například co se týče písně La canzone dell'amore perduto, připisované pouze De Andrému, její hudba je převzata z písně Georga Phillippa Telemanna z 18. století, aniž by tato skutečnost byla zmíněna v popisu písně (i když píseň není chráněna autorským právem). Podobným případem jsou i La guerra di Piero a Si chiamava Gesù, na nichž se podílel Vittorio Centanaro, De Andrého spolupracovník nezapsaný v SIAE, nebo Il fannullone a Carlo Martello ritorna dalla bataglia di Poitiers, jejichž text byl pravděpodobně celý napsán Paolem Vilaggiem, ten však písně nezapsal u SIAE, a Geordie, De Andrého překlad tradiční anglické písně, jíž ve stejné době proslavila také Joan Baez. La canzone del maggio (použitá na albu Storia di un impiegato v podstatě dvakrát, neboť její aranžmá je použito i pro Nella mia ora di libertà) je popsána jako „píseň francouzského května“, ve skutečnosti je ale přepracováním díla zpěváka Dominiquea Grangese, jenž ji „věnoval“ De Andrému a zřekl se autorských práv k ní. Kromě cover verzí (písní např. Brassense, Dylana či Cohena) a použití hudebních či textových témat označených za poctu konkrétním autorům (text k Smisurata preghiera, převzatý z Imprese e tribolazioni di Maqroll il Gabbiere Álvara Mutise a pasáže inspirované Edgarem Lee Mastersem na albu Non al denaro, né all'amore, né al cielo) k De Andrého tvorbě patří také Il re fa rullare i tamburi, připsaná De Andrému, i když je v poznámce označena za přepracování lidové francouzské písně z XIV. století, zatímco Hotel Supramonte si hudebně vypůjčuje z písně Hotel Miramonti Massima Buboly. Fila la lana byla popsána jako lidová francouzská píseň z XV. století, k níž se De André dostal přes Vittoria Centanaru, ve skutečnosti ale byla složena Robertem Marcym v roce 1948 a nazpívána Jacquesem Douaiem sedm let poté.
Dalšími názornými případy budiž slavné nahrávky jako Via del Campo, Andrea nebo Fiume Sand Creek. První z uvedených písní hudebně kopíruje nahrávku La mia morosa la va alla fonte Enza Jannacciho, napsanou spolu s Dariem Fo pro jedno divadelní představeni v roce 1965, jež byla Jannaccim zařazena o tři roky později také na album Vengo anch'io. No, tu no. Jannacci přiznal De Andrému jednání v dobré víře, neboť janovský rodák měl melodii za anonymně vytvořenou v XV. století (tou je Jannacciho píseň skutečně inspirována), současně se ale dožadoval svých autorských práv. Hudba k Via del Campo je od roku 1990 na základě vzájemné dohody označována za společné dílo De Andrého a Jannacciho. Píseň Andrea je připisována De Andrému a Bubolovi, ve skutečnosti však v pasážích mezi slokami a v refrénu kopíruje písně O' comme Alice a O' comme Histoire d'O, složené Pierrem Bachletem, jejichž melodie by použita rovněž ve filmu Historie d'O. Nahrávka Fiume Sand Creek byla označena za vytvořenou De Andrém a Bubolou, je však postavena na akordech a nápěvu slok písně Summer '68 od skupiny Pink Floyd.
Je potřeba rovněž říci, že De André se inspiroval také tradicí lidových anarchistických písní, že často používal již existující melodie v obměněném kontextu (nejznámějším příkladem jsou písně napsané Pietrem Gorim na základě lidové tvorby a díla autorů jako Rossini nebo Verdi).
Kromě krátkého sporu s Fo a Jannaccim nebyl De André nikdy nařčen z plagiátorství. On sám ostatně věnoval verš své písně La domenica delle salme Loredaně Berté, která ji použila jako titulní píseň svého alba Un pettirosso da combattimento.
Francesco De Gregori se k autorství De Andrého písní v interview s Robertem Cotroneem vyjádřil následujícím způsobem:
„Fabrizio byl velkým editorem práce jiných, protože věcí, se kterými skutečně přišel on nebo které napsal, je procentuálně málo ve srovnání s těmi, které přepracoval, ať už to uvedl, nebo ne.“
De André je v každém případě v archivu SIAE uveden jako autor či spoluautor všech původních písní, které nazpíval, se dvěma výjimkami: Le storie di ieri byla celá napsána Francescem De Gregorim (jenž ji nazpíval v podstatě ve stejné době s drobnými úpravami textu) a È fu la notte s textem Franca Franchiho a hudbou Carla Cesareho Stanisciho a Arriga Amadesiho.

## Diskografie
- 1967	Volume I
- 1968	Tutti morrimo a stento
- 1968	Volume III
- 1970	La buona novella
- 1971	Non al denaro, non all'amore né al cielo
- 1973	Storia di un impiegato
- 1974	Canzoni
- 1975	Volume 8
- 1978	Rimini
- 1981	Fabrizio De André
- 1984	Crêuza de mä
- 1990	Le nuvole
- 1996	Anime salve

## Turné
Turné Fabrizia De André byla realizována v období 1975–1998. Celkem jich bylo dvanáct a pouze jedno z nich proběhlo po celé Evropě. V průběhu prvního z nich De Andrého doprovázeli dva členové New Trolls a dva ze skupiny Nuova Idea, druhé podnikl s Premiata Forneria Marconi.

## De André v kultuře

### Psaná díla
- Testimonianza v knize Gianniho Borgny a Lucy Serianniho La lingua cantata. L'italiano nella canzone degli anni Trenta ad oggi, Řím: Garamond, 1994.
- Un destino ridicolo, román napsaný s Alessandrem Gennarim. Turín: Einaudi, 1996.
- Předmluva k Básním Francoise Villona. Milan: Feltrinelli, 1996.
- Pět básní s šesti mědirytinami Maury Cantamessa. Luce, luce, lontana. Bergamo: El Bagatt, 1997.
- Notturni (spoluautorem Oliviero Malaspina), 1999. Vydáno v rozšířené verzi knihy Riccarda Bertoncelliho Belin, sei sicuro? Storia e canzoni di Fabrizio De André.
- Come un'anomalia. Tutte le canzoni. Turín: Einaudi, 1999.
- Tutte le canzoni. Kniha s komentářem textů písní. Milán: Mondadori, 2006.
- Una goccia di splendore. Un'autobiografia per parole e immagini. Milán: Rizzoli, 2007.

### Filmová tvorba s De Andrého hudební tvorbou
- La cuccagna, režie Luciano Salce, 1962.
- O pai de Migueliño, režie Miguel Castelo, 1977.
- Topo Galileo, režie Francesco Laudadio, 1987.
- Ilona arriva con la pioggia, režie Sergio Cabrera, 1996.
- Non al denaro non all'amore né al cielo, režie Ielma Adinolfi, Francesco Crispino, Flavio Rizzo, Gabriele Scardino, 1996.
- L'odore del sangue, režie Mario Martone, 2004
- A correggere la fortuna, režie Luca Facchini, 2006.
- In fabbrica, režie Francesca Comencini, 2007.
- Un piede in terra e l'altro in mare, režie Silvio Soldini, 2007.
- Amore che vieni, amore che vai, režie Daniele Costantini, 2008.
- Palermo Shooting, režie Wim Wenders, 2008.

### De André a divadlo
Faber est - Il mondo di Fabrizio De André. Příběhy postav z De Andrého písní a hudební zpracování. Scénář a režie Giuseppe Curreli, 2009.

### Ocenění
- 1975	Tencova cena. Ve stejném roce udělena také Viniciovi de Moraes, Faustu Amodei, 	Umbertu Bindimu, Francescu Guccinimu a Enzu Jannaccimu.
- 1984	Tencova plaketa za nejlepší album (Crêuza de mä).
  - Tencova plaketa za nejlepší nahrávku v dialektu (Crêuza de mä).
- 1991	Tencova plaketa za nejlepší album (Le nuvole).
  - Tencova plaketa za nejlepší nahrávku (La domenica delle salme).
- 1997	Tencova plaketa za nejlepší album (Anime salve).
  - Tencova plaketa za nejlepší nahrávku (Princesa).
- 1997	Cena Lunezia za nahrávku Smisurata preghiera z alba Anime salve.
- 2001	Cena Librex Montale v kategorii Poetry for music.
- 2009	Cana Fionda di Legno.

### Dokumenty
- Faber, režie Bruno Bigoni a Romano, Giuffrida, 1999.
- Effedia – Sulla mia cattiva strada, režie Teresa Marchesi, 2008.
- Speciale TGI – Raccontando De André, režie Vincenzo Mollica, 2008.
- Che tempo che fa – Speciale Fabrizio De André, 2009.
- Emozioni – Fabrizio De André, režie Simona Ercolani, 2012.

### Filmografie
- Amore che vieni, amore che vai, režie Daniele Constantini, 2008. Založeno na knize Un destino ridicolo Fabrizia De André a Alessandra Gennariho.
- Faber nostro, režie Lini Pinna, 2008. Krátkometrážní film inspirovaný Fabriziem De André a postavami jeho písní.

### Komiksová zpracování
- I maledetti del rock italiano, segni e suoni di strda da Clem sacco ai 99 Posse. Montepulciano, Editori del Grifo, 2008.
- Ballata per Fabrizio De André, Padova, Edizioni Becco Giallo, 2008.
- Come una specie di sorriso, Viterbo, Stampa Alternativa, 2009.
- Uomo Faber, Novara, De Agostini, 2010.